# Mariana Vitória de Bragança
Mariana Vitória de Bragança (nome completo: Mariana Vitória Josefa Francisca Xavier de Paula Antonieta Joana Domingas Gabriela de Bragança; Queluz,15 de dezembro de 1768 — Madrid, 2 de novembro de 1788) foi uma Infanta de Portugal e Infanta da Espanha por ocasião de seu casamento com o infante Gabriel, filho de Carlos III. Foi a filha mais velha da rainha Maria I de Portugal e seu rei-consorte, Infante Pedro de Portugal e irmã do futuro D. João VI de Portugal.

## Biografia
Mariana Vitória nasceu no Palácio Real de Queluz, perto de Lisboa em 15 de dezembro de 1768. Ela recebeu o nome de sua avó materna, Mariana Victoria da Espanha, filha de Filipe V da Espanha. Mariana Vitória era considerada muito bonita por todos: era alta, com pele muito branca e olhos azuis.
Sua avó Mariana foi para a Espanha em 1777 para discutir uma aliança com seu irmão Carlos III da Espanha. Enquanto esteve lá, ajudou a realizar o casamento de Mariana Vitória com o filho mais novo do rei espanhol, Infante Gabriel, primo de sua mãe. Casaram por procuração em 12 de abril de 1785 no Palácio Ducal de Vila Viçosa. O casal se encontrou pela primeira vez no Palácio Real de Aranjuez em 23 de maio e teve outra cerimônia nupcial.
Durante os anos em que viveu na corte espanhola, Mariana Vitória sofreu muito devido às intrigas de sua cunhada, Maria Luísa de Parma, princesa das Astúrias.
O casal real teve três filhos, dos quais dois morreram jovens. No nascimento de seu último filho, Carlos José Antônio, ela e seu marido estavam  na residência particular de Gabriel, a Casita del Infante em El Escorial. Enquanto esteve lá, Gabriel pegou varíola e morreu na Casita com apenas 36 anos. Sua esposa também sucumbiu à doença e morreu em 2 de novembro de 1788, aos 19 anos; O próprio Infante Carlos morreu uma semana depois de sua mãe.
Após sua morte prematura, seu filho Pedro Carlos foi reconhecido por sua avó portuguesa como um infante de Portugal, além de seu espanhol infantizado de seu lado paterno. O mesmo status foi concedido ao único filho de Pedro, Sebastião de Portugal e Espanha.
Mariana Vitória morreu na Casita del Infante aos 19 anos. Ela e seu marido foram os fundadores da Casa de Bourbon-Bragança que posteriormente se juntou à nobreza espanhola como duques de Marchena, Durcal, Hernani e Ansola.
Mariana Vitória foi enterrada no Mosteiro Real de El Escorial com o marido e os dois filhos pequenos.

## Descendência
- Infante Pedro Carlos Antônio Rafael José Xavier Francisco João Nepomuceno Tomás de Vilanova Marcos Marcelino Vicente Ferrer Raimundo de Bourbon e Bragança (Palácio Real de Aranjuez, 18 de junho de 1786 - Rio de Janeiro, 4 de julho de 1812), casou-se com a sua prima, Infanta Teresa, Princesa da Beira e, tiveram um filho;
- Infanta Maria Carlota Josefa Joaquina Ana Rafaela Antônia Francisca de Assis Augustina Madalena Francisca de Paula Clotilde Lutgarda de Espanha (Casita del Infante, 4 de novembro de 1787 - Casita del Infante, 11 de novembro de 1787), morreu com sete dias de vida;
- Infante Carlos José Antônio de Espanha (Casita del Infante, 28 de outubro de 1788 - Casita del Infante, 9 de novembro de 1788), morreu com doze dias de vida.